# Alfred Bonnemann
Alfred Bonnemann (* 18. März 1904 in Köln; † 2. Juni 1979 in Hann. Münden) war ein deutscher Forstwissenschaftler und Hochschullehrer der Forstlichen Fakultät der Universität Göttingen in Hann. Münden (1955–1972).

## Leben
Bonnemann studierte an den Forstakademien in Hann. Münden und Eberswalde. Er promovierte 1939 mit dem Thema: Der gleichaltrige Mischwald von Kiefer und Buche. Nach Kriegsdienst und Kriegsgefangenschaft leitete er als Forstmeister seit 1949 das damalige Lehrforstamt Gahrenberg. Ab 1959 hatte Bonnemann bis 1972 die Professur für Waldbau der Forstlichen Fakultät der Universität Göttingen in Hann. Münden inne. Er habilitierte mit dem Thema: Eichen-Buchen-Mischbestände.
Während seiner Schaffenszeit war Bonnemann u. a. Vorsitzender des Ausschusses für Waldbauliche Therminologie im Internationalen Verband Forstlicher Forschungsanstalten (IUFRO).

## Werke
Eine unvollständige Auswahl seiner Werke, u. a.:
- Der gleichaltrige Mischwald von Kiefer und Buche, 1939. (Dissertation)
- Eichen-Buchen-Mischbestände. (Habilitation)
- Der Reinhardswald, 1984.